# 神吉良輔
神吉 良輔（かんき りょうすけ、1974年－）は、日本の映画プロデューサー、撮影技師。日本映画学校（現・日本映画大学）卒業。

## 主な作品

### 映画
- 『フシギのたたりちゃん』（監督助手・2000）
- 『ON THE BOAT』（撮影・2002年）
- 『いのちをみつめる～シェア20年のあゆみ～』（構成・2003年）
- 『21世紀初頭東京における最底辺生活者の記録』（助監督・2004）
- 『あしがらさん』（宣伝・2004年）
- 『本流』（撮影・2004年）
- 『もっこす元気な愛』（プロデューサー・2005年）
- 『生きていく』（2010年）

### DVD
- 『シェア＝国際保健協力市民の会』
- 『GOSPEL in 文楽』
- 『人工呼吸器使用者の自立生活を実現するために』
- 『アドボケーター養成講座』
- 『大阪府老人クラブ連合会　創立50周年記念DVD』
- 『「ホームレス」と出会う子どもたち』